# Joodse tempel

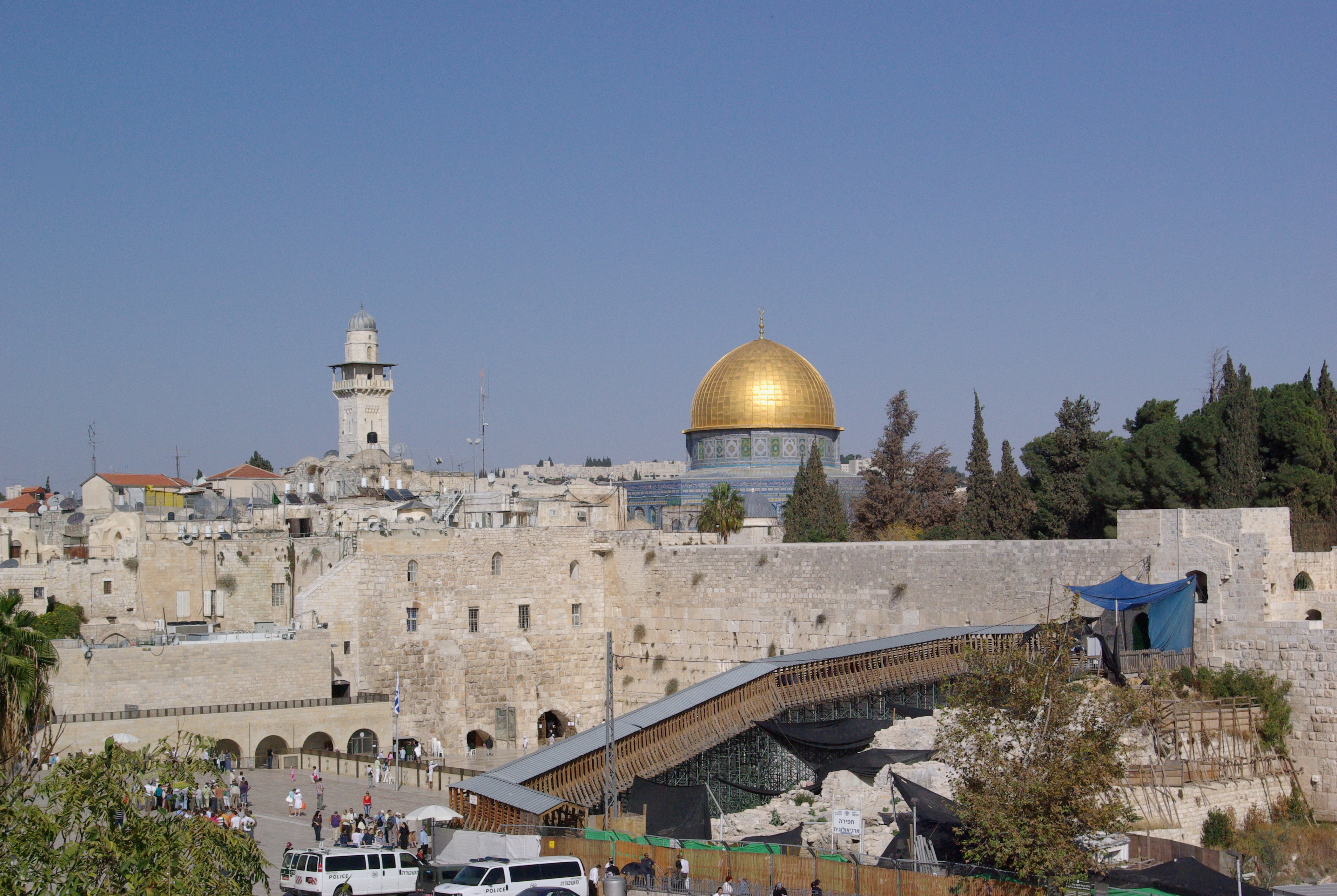
De Westmuur of Klaagmuur (de beschaduwde muur vanaf het centrum van de foto naar rechts) is een gedeelte van de westelijke muur dat het plateau omringt onder het niveau van het tempelplein. Hij was dus geen deel van de (tweede) tempel zelf.

De tempel in Jeruzalem is een tempel die volgens de Hebreeuwse Bijbel het middelpunt zou zijn geweest van de ceremoniële joodse eredienst in Jeruzalem. De naam die in de Hebreeuwse Tenach gegeven wordt voor de tempel (bijvoorbeeld in 1 Kronieken 22:11) is בֵּית יְהוָה Beit JHWH, in de regel uitgesproken als Beit Adonai, "Huis van de Heer". Om de naam van God niet onnodig uit te spreken, is de gebruikelijke Hebreeuwse naam voor de tempel בֵּית־הַמִּקְדָּשׁ, Beit Hamikdash, "Huis van het Heiligdom" (alleen de tempel te Jeruzalem wordt zo genoemd).
Volgens de joodse overlevering werd de tempel verwoest en weer herbouwd. Beide zouden zijn gebaseerd op het ontwerp van de tabernakel. Ook de tweede tempel zou zijn verwoest. De eerste tempel zou zijn verwoest in 586 v.Chr. door de troepen van Nebukadnezar II, koning van het Babylonische Rijk en de tweede tempel in 70 n.Chr. door de troepen van Titus, de latere keizer van het Romeinse Rijk. De respectievelijke verwoestingen van de twee tempels worden beschouwd als de belangrijkste keerpunten in de joodse geschiedenis. Beide verwoestingen worden herdacht op Tisja Beav. Het enige restant, de Westmuur, is van de archeologisch bewezen tweede tempel.
| Naam               | Gebouwd door | Jaar                      | Vernietigd door | Jaar       | Opmerking                               |
| ------------------ | ------------ | ------------------------- | --------------- | ---------- | --------------------------------------- |
| Tempel van Salomo  | Salomo       | Tussen 1000 en 900 v.Chr. | Nebukadnezar II | 586 v.Chr. |                                         |
| Tempel van Herodes | Zerubbabel   | 515 v.Chr.                | Titus           | 70 n.Chr.  | De Westmuur is een overblijfsel hiervan |

## Tabernakel
Voorafgaand aan de eerste tempel werd tijdens de uittocht volgens Gods instructies de tabernakel gebouwd. Daarbij werd ook de Ark van het Verbond vervaardigd en in de tabernakel opgesteld.

## Eerste tempel

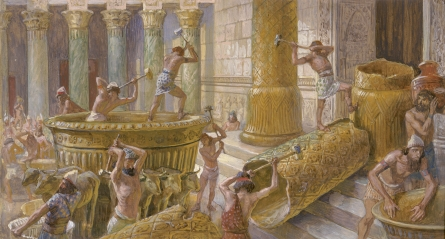
Verwoesting van de tempel door de Babyloniërs (James Tissot)

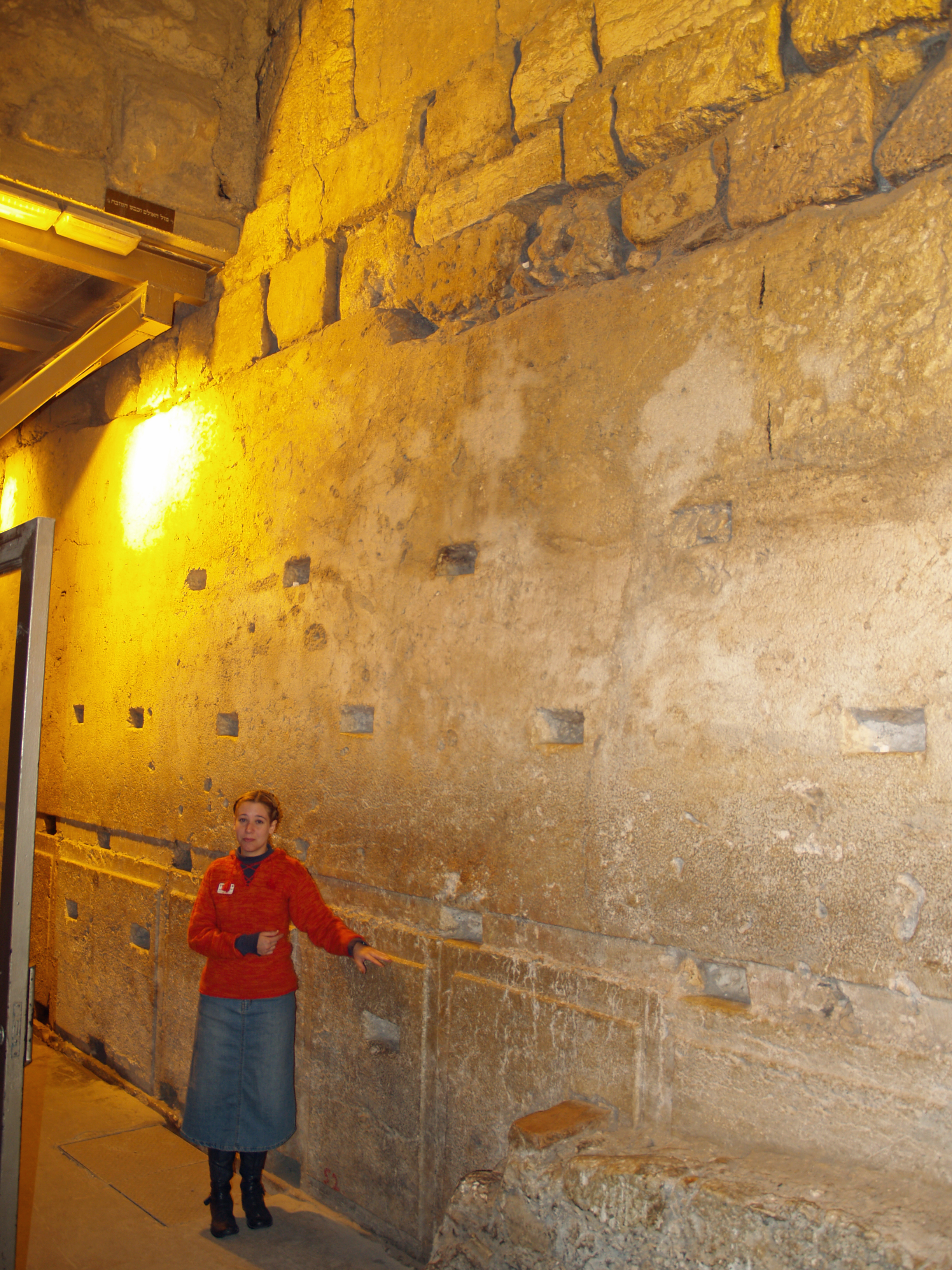
De Westelijke Steen in de Westmuurtunnel is een van de grootste bouwstenen ter wereld. De steen is 13,55 m lang, 3,3 m hoog en de breedte, verborgen in de muur, wordt geschat op 1,8 tot 4,5 m en weegt 250 tot 570 ton.

De eerste tempel wordt ook wel de tempel van Salomo genoemd. Bij de verwoesting van de eerste tempel begon de Babylonische ballingschap en de Joodse diaspora. Er is tot op heden geen sluitend archeologisch bewijs gevonden dat deze eerste tempel heeft bestaan, waarbij in aanmerking dient te worden genomen dat op de Tempelberg geen opgravingen mogen worden verricht omdat de islamitische geestelijke autoriteit die de Tempelberg beheert, de zogeheten Waqf, dit verbiedt.

### Hebreeuwse Bijbel
Volgens de Hebreeuwse Bijbel werd de eerste tempel gebouwd door koning Salomo met de hulp van zijn bondgenoot koning Hiram I van de Fenicische stad Tyrus (1 Koningen 5:15-6:38). Deze tempel verving de tabernakel, de tent die gebruikt werd als centrum voor de offerdienst aan God, ingesteld door Mozes tijdens de uittocht uit Egypte ongeveer 400 jaar eerder en beschreven in de Pentateuch. De ark van het verbond werd in het allerheiligste geplaatst. De plannen voor een vaste tempel in Jeruzalem waren al geopenbaard door God aan koning David, de vader van Salomo, maar David mocht hier zelf niet aan beginnen omdat hij veel oorlogen had gevoerd (1 Kronieken 22).
Volgens de Hebreeuwse Bijbel heeft de eerste tempel ongeveer 400 jaar dienst gedaan tot de Babyloniërs hem tegelijk met Jeruzalem in 587/586 v.Chr. verwoestten en de voornaamste Joden deporteerden naar Babylonië. Deze Babylonische ballingschap duurde 46 jaar totdat de Perzen Babylon in 539 v.Chr. veroverden en de Joden van de Perzische koning Cyrus mochten terugkeren. De volledige duur in Babylonië, gerekend vanaf Daniël 1-2 (605 v.Chr.), zou dan 66 jaar zijn.
Vanaf die tijd, het ontstaan van de Joodse diaspora, kwamen joden bijeen in gemeenschappelijke ruimtes als vervanging voor de verdwenen tempel. Later ontwikkelde dit zich tot het instituut van de synagoge om de joodse feesten en riten uit te voeren. De offerdienst kon niet meer uitgeoefend worden tot de bouw van een nieuwe tempel in Jeruzalem.

### Historische evaluatie
Er zijn geen directe, archeologische bewijzen voor de tempel van Salomo; de islamitische autoriteit die de Tempelberg beheert, verbiedt opgravingen. Het wordt mogelijk geacht dat een eerste tempel in Jeruzalem heeft bestaan, maar de verhalen over David, Salomo en het Verenigd Koninkrijk Israël zijn vrijwel zeker legendarisch.
Er zijn diverse verklaringstheorieën over het ontstaan van de joodse cultus en de tempel, waarvan sommige meer speculatief zijn dan andere. Zo is er de (onbewezen) theorie dat zich geleidelijk een tempeldienst ontwikkelde uit de vermenging van de nomadisch georiënteerde Israëlitische godsdienst met eerder in het land aanwezige polytheïstische vruchtbaarheidsgodsdiensten. Pas in de zevende eeuw v.Chr. zouden de Israëlieten onder het sterk centraliserende bestuur van koning Josia volledig monotheïstisch zijn geworden. Volgens sommige andere wetenschappers werd er ook een tempel gebouwd door koning Omri van het noordelijke koninkrijk Israël op de berg Gerizim.

## Tweede tempel

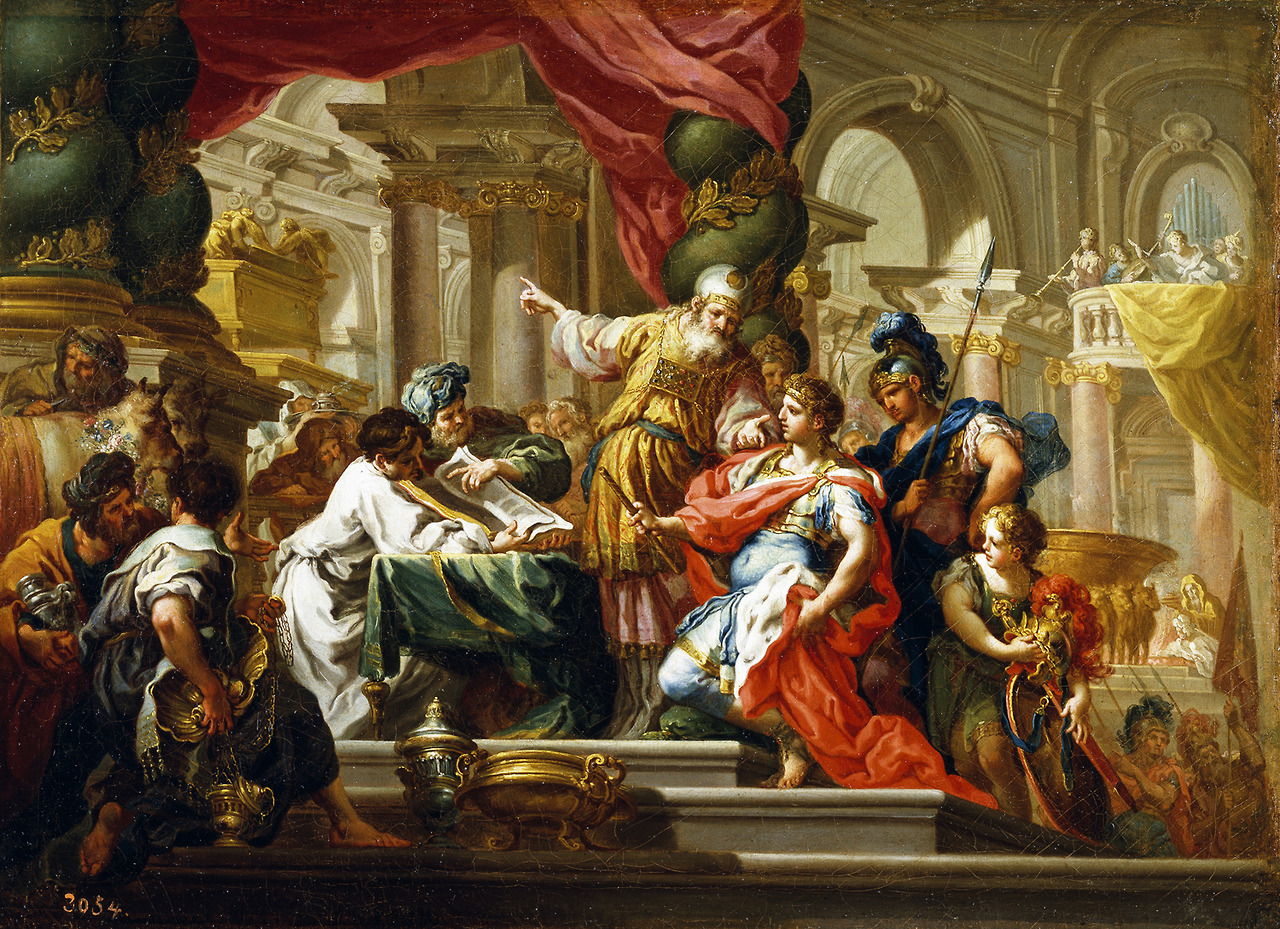
Alexander de Grote in de tempel van Jeruzalem door Sebastiano Conca (1680-1764)

De Tweede Tempel zou ingewijd zijn op 12 maart 515 v.Chr., waarna ook de tempeldienst met zijn offerandes hervat kon worden. In het boek van Ezra wordt vermeld dat deze tempel veel bescheidener was dan die van Salomo en er werd zelfs gehuild als men dacht aan de prachtige tempel van weleer. Er zouden echter nog andere belangrijker verschillen zijn met de voorgaande tempel:
- De Ark van het verbond was rond de periode van de Babylonische verwoesting verloren gegaan. Hierdoor kon het jaarlijkse ritueel door de hogepriester van het verzoenen van de zonden van het volk op Jom Kipoer niet meer op de oorspronkelijke wijze voltrokken worden.
- Er was geen onafhankelijk joods bestuur onder een lid van het Huis van David meer over Jeruzalem en soms bemoeiden de verschillende vreemde heersers zich met de tempeldienst. Achtereenvolgens maakten de Perzen, de Grieken (na de veroveringen door Alexander de Grote, die volgens Flavius Josephus zelf de tempel bezocht heeft) en de Romeinen er de dienst uit.
- De hogepriester was niet altijd meer iemand uit het huis van Aäron, hoewel dat volgens de Thora verplicht is.

Door de herhaaldelijke inmenging van de vreemde overheersers in de joodse godsdienst waren er dikwijls opstanden in de volgende eeuwen. Antiochus IV Epiphanes, de koning van de hellenistische Seleuciden, eiste na zo'n opstand in 168 v.Chr. de tempel op voor de dienst aan Zeus en liet er varkens slachten. Een grotere belediging voor de joodse godsdienst is haast niet denkbaar en dit vormde de aanleiding voor de Makkabeese opstand (167 v.Chr.), die uiteindelijk leidde tot een korte periode van onafhankelijkheid onder het huis der Hasmoneeën. Reeds in de eerste jaren van deze opstand veroverde Judas de Makkabeeër de tempel op de Seleuciden. De tempel werd gereinigd en opnieuw ingewijd (164 v.Chr.). Vandaag de dag wordt deze gebeurtenis onder joden nog herdacht op het chanoekafeest.

### Restauratie door Herodes de Grote

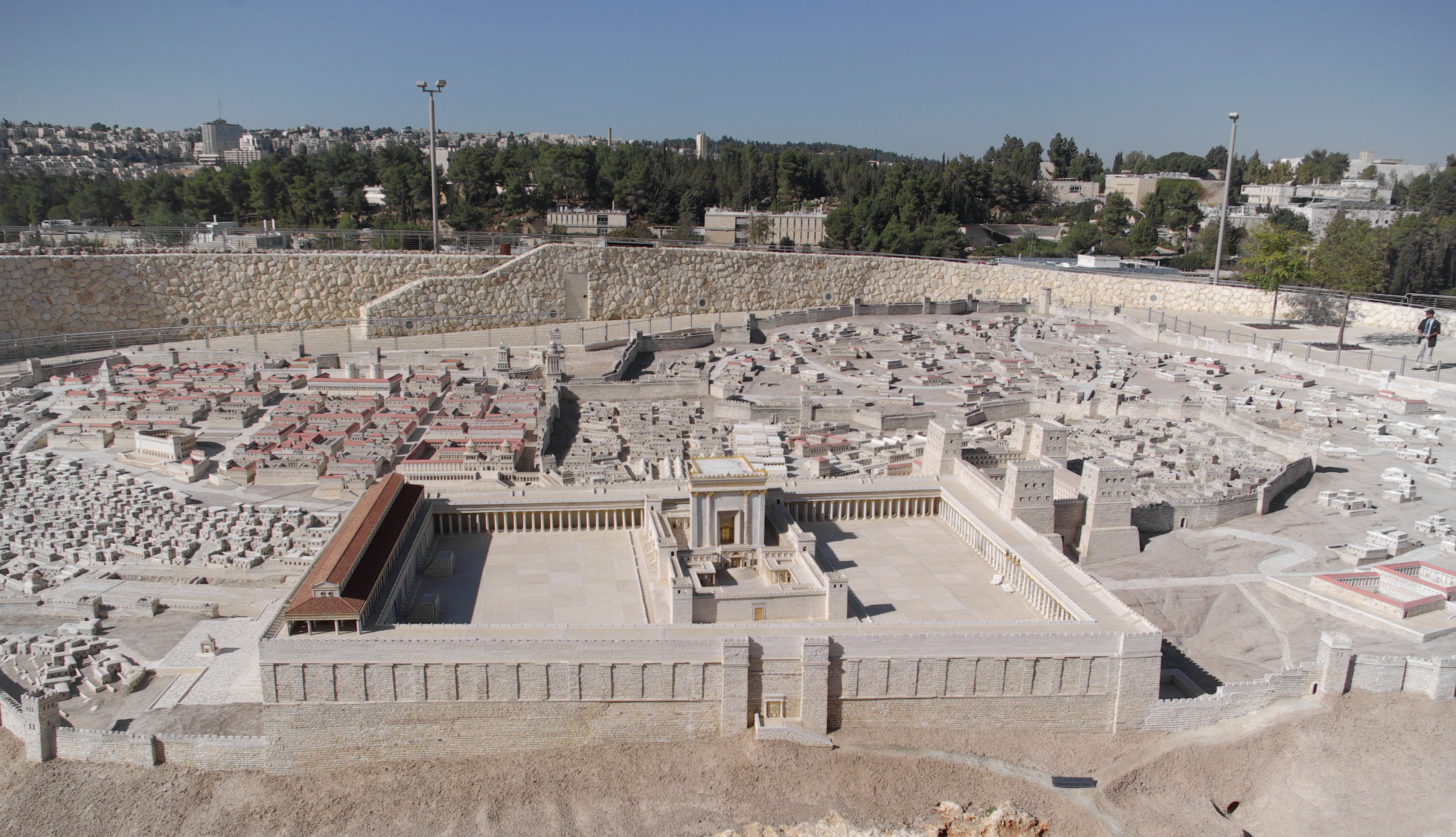
Maquette van de Tempel te Jeruzalem zoals die er in het jaar 66 uitzag, ook wel de Tempel van Herodes genoemd (in het Israëlmuseum te Jeruzalem)

Nadat de Romeinen een definitief einde gemaakt hadden aan het Hasmonese Rijk, werd Herodes I in 63 v.Chr. vazalkoning van Judea. Aan het begin van zijn regering bouwde hij direct naast de tempel de Antoniaburcht. In zijn negentiende regeringsjaar (20-19 v.Chr.) startte hij een ambitieuze herbouw van de tempel, waarbij het tempelcomplex flink werd uitgebreid, gerestaureerd en verfraaid. In 10/9 v.Chr. werd de tempel opnieuw in gebruik genomen, maar de bouwactiviteiten duurden nog voort tot ver in de eerste eeuw na Chr. Volgens Johannes 2:20 was er in de tijd van Jezus al 46 jaar aan gewerkt. De tempel en voorhoven waren namelijk pas geheel af in het jaar 64. Toen de tempel eindelijk voltooid was, gold hij als een van de schitterendste architectuurcomplexen van het Romeinse Rijk en trok van heinde en verre bewonderaars. Ook in het Nieuwe Testament wordt aan de pracht van de tempel gerefereerd.

#### Beschrijving
Als men de trappen van het tempelplein opliep kwam men eerst op een groot plein, waar iedereen mocht komen. Dit plein heette de Voorhof. Alleen joden mochten verder gaan. Als men erachter kwam dat een heiden in de tempel was geweest, volgde de doodstraf. Er stond op een steen geschreven: “Geen vreemdeling mag binnengaan binnen de balustrade rond de tempel en omheining, wie daar wordt betrapt is zelf verantwoordelijk voor zijn dood, die het gevolg zal zijn.” In de voorste voorhof mochten alle joden komen. Deze voorhof wordt ook wel Voorhof der vrouwen genoemd. Wie verder doorliep kwam door de Nicanorpoort in de Voorhof der priesters. Daar mochten geen vrouwen komen. Daar stonden het brandofferaltaar en het koperen wasvat. Wie de trappen naar de tempel zelf opliep kwam eerst in een voorhal. In de tempel zelf mochten alleen de priesters komen. Als men doorliep kwam men in het Heilige, waar tien gouden kandelaars met zeven armen, het reukofferaltaar en de tafel der toonbroden stonden. In deze ruimte hing het voorhangsel voor het Heilige der heiligen (de achterste ruimte) die leeg was, want de Ark van het verbond was al tijdens de Babylonische wegvoering verdwenen. Het Heilige der heilige was alleen toegankelijk voor de hogepriester, op grote verzoendag. Op een Joodse sjekel uit de jaren 132-135 na Chr. is een afbeelding te zien van de voorgevel van de tempel met twee pilaren, Jachin en Boaz.

### Verwoesting

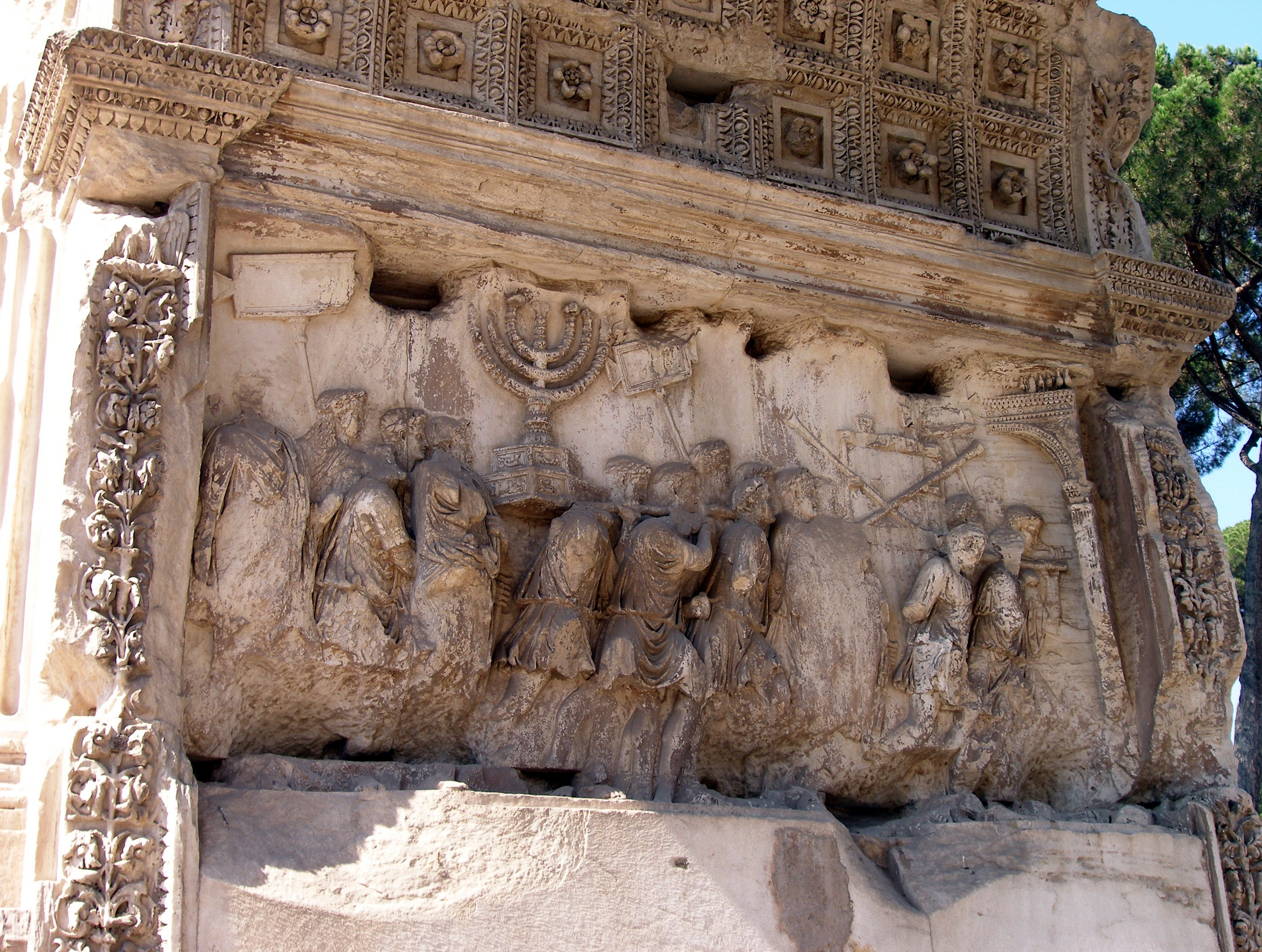
Boog van Titus, Forum Romanum, Rome. Voorwerpen uit de Tempel van Jeruzalem, zoals de menora, worden als krijgsbuit meegevoerd.

De tempel was in het jaar 64 voltooid. Slechts zes jaar later, in 70, werd de tempel door de Romeinen onder leiding van Titus verwoest. In Rome staat nog de triomfboog van Titus als herinnering hieraan. De Westmuur, die oorspronkelijk onderdeel was van de gigantische muur die het plateau waarop de tempel stond omringde en ondersteunde, bleef staan en is het enige wat nog aan de tempel herinnert. Deze werd een traditionele plaats om de verwoesting van de tempel te betreuren en te bidden voor de wederopbouw ervan evenals voor persoonlijke gebeden, en wordt daarom ook wel de Klaagmuur genoemd. Men denkt dat er nog meer overblijfselen zijn, die dan onder het tempelplein met de Rotskoepel en de Al-Aqsamoskee zouden moeten liggen. De offerdienst kon ook niet meer uitgevoerd worden, en de belangrijkste overige religieuze taken werden overgenomen door de synagogen. Maar toch hebben ze waarschijnlijk van 132 tot 135 een fundering van de tempel gelegd. Na de opstand van Sjimon bar Kochba in 135 lieten de Romeinen geen enkele Jood Jeruzalem meer binnengaan. Keizer Julianus Apostata 361-363 wilde de Romeinse godenverering herstellen, de door zijn voorgangers ingestelde voorrechten voor christenen terugdringen en stond toe de joodse tempel in Jeruzalem te herbouwen. Door zijn dood in 363 kwam de bouw er niet meer.

## Derde tempel

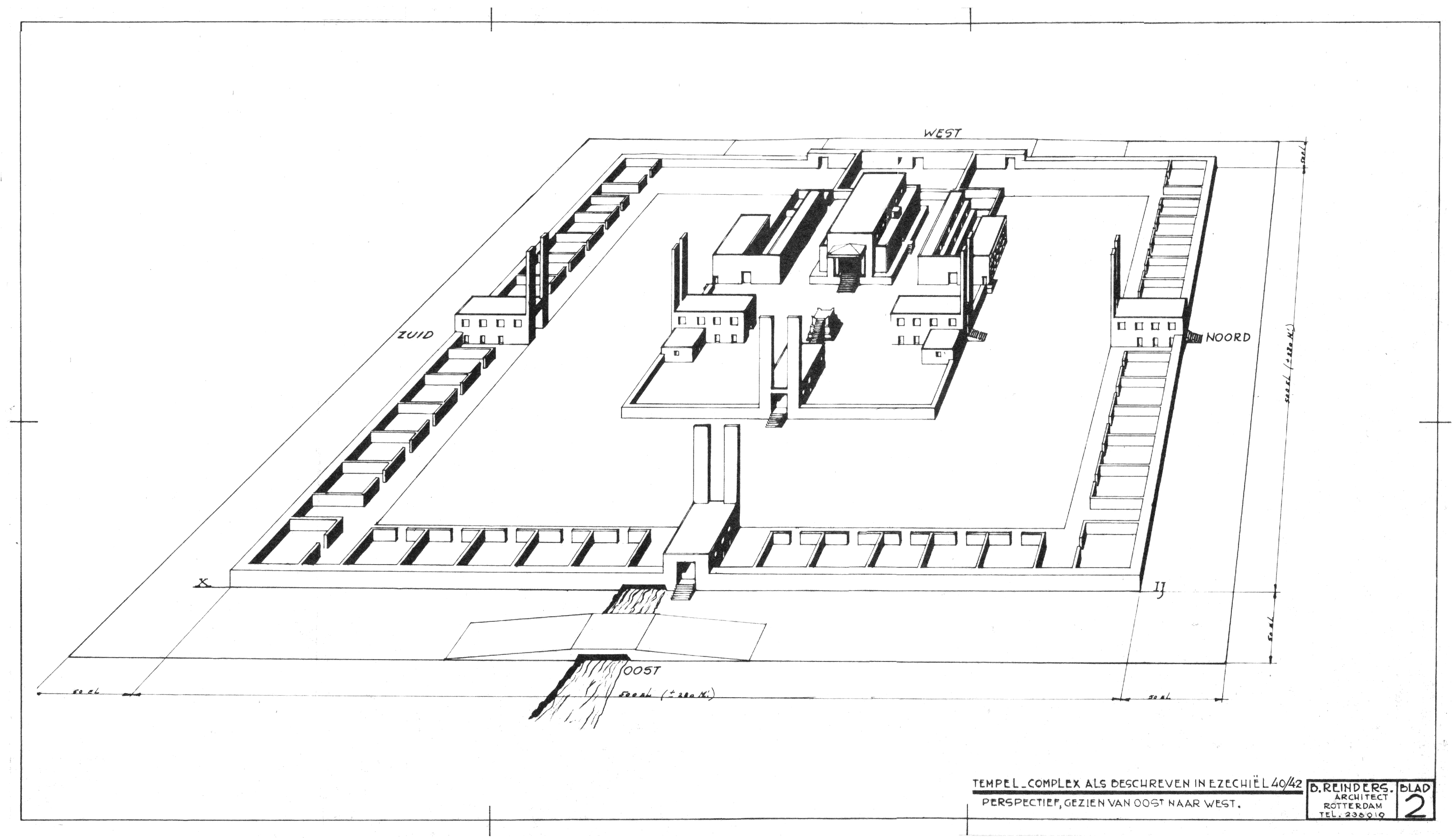
Perspectief van de Derde tempel, als beschreven in Ezechiël 40-42, zo letterlijk mogelijk getekend door architect Bartelmeüs Reinders (1893-1979)

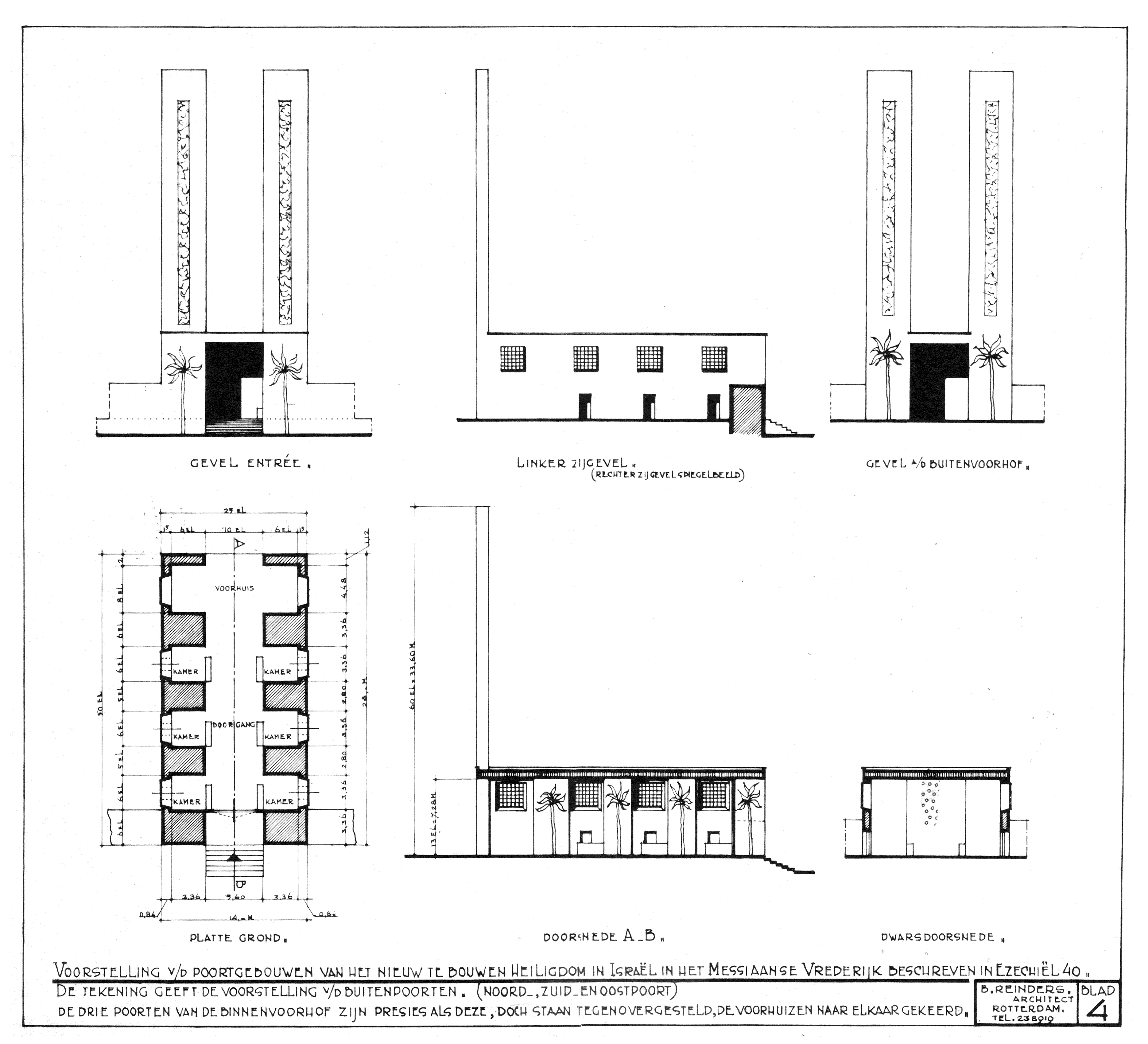
Poortgebouwen van de door Ezechiël voorgestelde tempel (Bartelmeüs Reinders)

Veel - zowel liberale als conservatieve, maar religieuze - joden en evangelisch-protestantse christenen verwachten op grond van profetieën in de Hebreeuwse Bijbel dat eens een Derde tempel in Jeruzalem komt die dan wordt opgericht door de Messias als Hij verschijnt. In het Bijbelboek Jechezkel (Ezechiël) wordt een beschrijving gegeven van de definitieve tempel die eens in het door de toekomstige messias bestuurde Jeruzalem zal staan. Tevens wordt een beschrijving gegeven van de eredienst en offerandes die er worden gebracht. In details verschillen deze met de voorschriften die in de Thora staan.
Sommige fundamentalistische joodse en protestants-christelijke groeperingen streven er echter naar zelf een derde tempel te bouwen, al dan niet met verwijdering van de islamitische Al-Aqsamoskee en de Rotskoepel. De Israëlische regering en rechtbanken blokkeren, met het oog op de rechten van de verschillende bevolkingsgroepen in Israël en de staatsveiligheid, regelmatig protestacties van organisaties die zich inzetten voor het oprichten van een tempel.
Binnen het orthodox jodendom zijn stromingen die het bouwen van een derde tempel als taak zien van de Messias die het huis van David zal laten herleven, en niet van een zelfbenoemde bouwcommissie. Anderzijds zijn er joden binnen het orthodox Jodendom -zelfs onder de Charediem die volgens de letter van de Thora leven- die van mening zijn dat de derde tempel al vóór de komst van de Messias gebouwd dient te worden. Beide meningen zijn gebaseerd op de halacha, de joodse wet en inherent aan het Moderne Sanhedrin. Het Chassidisch jodendom over het algemeen ziet degenen die de derde tempel met hun eigen handen willen bouwen als afvalligen en ketters.